# Khoikhoi
Khoikhoi-folkene lever i det sydlige Afrika (især Namibia, Botswana og Sydafrika), er en er del af khoisan-gruppen og er i slægt med san-folkene. De har traditionelt levet som hyrder og samlere. Under kolonitiden blev de fleste sydafrikanske khoikhoi folk blandet med kolonister og blev til den gruppe, der i dag kaldes "Cape Coloreds" (Kap-farvede, afrikaans: Kaapse Kleurling) eller Basters (bastarder). Der er i dag ca. 55.000-100.000 mennesker, der identificerer sig som khoikhoi. I den bredere khoikhoi-gruppe findes også Nama og Damara folkene i Namibia.
Khoikhoi-folkene blev tidligere af de nederlandske boerne (eller afrikaanere) kaldet hottentotter. Ordet Hottentot kommer fra en særegenhed ved Khoisan-sprogene, såkaldte klikkelyde. Derfor kaldte boerne dem for hottentotter efter det hollandske ord for "at stamme" (hotteren totteren). Ordet har i dag en stærkt nedsættende klang.